# Lee Sang-yeop
Lee Sang-yeop (Pusan, 2 ottobre 1972) è uno schermidore sudcoreano, specializzato nella spada. Ha vinto due medaglie di bronzo ai Campionati mondiali di scherma.